# Lista siturilor arheologice din județul Olt - P
Lista siturilor arheologice din județul Olt - P conține toate siturile arheologice din județul Olt înscrise în Repertoriul Arheologic Național (RAN) și aflate în localități al căror nume începe cu litera P. RAN este administrat de Ministerul Culturii și Patrimoniului Național și cuprinde date științifice, cartografice, topografice, imagini și planuri, precum și orice alte informații privitoare la zonele cu potențial arheologic, studiate sau nu, încă existente sau dispărute.
Puteți căuta un sit din localitățile care încep cu litera P folosind formularul de mai jos sau puteți naviga prin toate siturile din județ la Lista siturilor arheologice din județul Olt.
| Cod RAN                                   | Denumire | Localitate      | Adresă              | Datare                             | Descoperit | Coordonate                                              | Imagine           | Erori            |
| ----------------------------------------- | --- | --------------- | ------------------- | ---------------------------------- | ---------- | ------------------------------------------------------- | ----------------- | ---------------- |
| 128114.01.01 (Cod LMI: OT-I-s-B-08524)    | Așezarea Latene de la Piatra Olt - "Gura Fleștenoagelor" / ansamblu anonim (Categorie: locuire civilă) (Tip: Așezare) | oraș Piatra-Olt | Gura Fleștenoagelor | geto-dacică sec. IV - II a. Chr.   |            |                                                         | Încărcați imagine | Raportați eroare |
| 128114.03.01 (Cod LMI: OT-I-m-B-08525.03) | Situl arheologic de la Piatra-Olt / ansamblu anonim (Categorie: locuire civilă) (Tip: Așezare)                        | oraș Piatra-Olt |                     | Vădastra                           |            |                                                         | Încărcați imagine | Raportați eroare |
| 128114.03.02 (Cod LMI: OT-I-m-B-08525.02) | Situl arheologic de la Piatra-Olt / ansamblu anonim (Categorie: locuire civilă) (Tip: Așezare)                        | oraș Piatra-Olt |                     | Glina                              |            |                                                         | Încărcați imagine | Raportați eroare |
| 128114.03.03 (Cod LMI: OT-I-m-B-08525.02) | Situl arheologic de la Piatra-Olt / ansamblu anonim (Categorie: locuire civilă) (Tip: Așezare)                        | oraș Piatra-Olt |                     | Verbicioara                        |            |                                                         | Încărcați imagine | Raportați eroare |
| 128114.03.04 (Cod LMI: OT-I-m-B-08525.01) | Situl arheologic de la Piatra-Olt / ansamblu anonim (Categorie: locuire civilă) (Tip: Așezare)                        | oraș Piatra-Olt |                     | geto-dacică sec. IV - II a. Chr.   |            |                                                         | Încărcați imagine | Raportați eroare |
| 128114.02.01                              | Situl arheologic de la Piatra Olt - "Nucet" / ansamblu anonim (Categorie: locuire) (Tip: Așezare)                     | oraș Piatra-Olt | Nucet               | Boian - Giulești                   |            |                                                         | Încărcați imagine | Raportați eroare |
| 128114.02.02                              | Situl arheologic de la Piatra Olt - "Nucet" / ansamblu anonim (Categorie: locuire) (Tip: Necropolă)                   | oraș Piatra-Olt | Nucet               | Ipotești - Cândești sec. IV - VIII |            |                                                         | Încărcați imagine | Raportați eroare |
| 128114.02.03                              | Situl arheologic de la Piatra Olt - "Nucet" / ansamblu anonim (Categorie: locuire) (Tip: Așezare)                     | oraș Piatra-Olt | Nucet               | sec. XIV - XVI                     |            |                                                         | Încărcați imagine | Raportați eroare |
| 128114.02.04                              | Situl arheologic de la Piatra Olt - "Nucet" / ansamblu anonim (Categorie: locuire) (Tip: Așezare)                     | oraș Piatra-Olt | Nucet               | Vădastra - I, III, IV              |            |                                                         | Încărcați imagine | Raportați eroare |
| 128114.02.05                              | Situl arheologic de la Piatra Olt - "Nucet" / ansamblu anonim (Categorie: locuire) (Tip: Așezare)                     | oraș Piatra-Olt | Nucet               | Cernavodă - III                    |            |                                                         | Încărcați imagine | Raportați eroare |
| 128114.02.06                              | Situl arheologic de la Piatra Olt - "Nucet" / ansamblu anonim (Categorie: locuire) (Tip: Așezare)                     | oraș Piatra-Olt | Nucet               | Verbicioara - IV                   |            |                                                         | Încărcați imagine | Raportați eroare |
| 128114.02.07                              | Situl arheologic de la Piatra Olt - "Nucet" / ansamblu anonim (Categorie: locuire) (Tip: Așezare)                     | oraș Piatra-Olt | Nucet               | Basarabi                           |            |                                                         | Încărcați imagine | Raportați eroare |
| 128114.02.08                              | Situl arheologic de la Piatra Olt - "Nucet" / ansamblu anonim (Categorie: locuire) (Tip: Așezare)                     | oraș Piatra-Olt | Nucet               | sec. II - III                      |            |                                                         | Încărcați imagine | Raportați eroare |
| 128114.04.01                              | Situl arheologic de la Piatra-Olt-Vadu Codrii / ansamblu anonim (Categorie: locuire civilă) (Tip: așezare)            | oraș Piatra-Olt | Vadu Codrii         | Boian - Giulești                   |            |                                                         | Încărcați imagine | Raportați eroare |
| 128114.04.02                              | Situl arheologic de la Piatra-Olt-Vadu Codrii / ansamblu anonim (Categorie: locuire civilă) (Tip: așezare)            | oraș Piatra-Olt | Vadu Codrii         | Verbicioara                        |            |                                                         | Încărcați imagine | Raportați eroare |
| 128114.04.03                              | Situl arheologic de la Piatra-Olt-Vadu Codrii / ansamblu anonim (Categorie: locuire civilă) (Tip: așezare)            | oraș Piatra-Olt | Vadu Codrii         | Ipotești - Cândești sec. VI - VII  |            |                                                         | Încărcați imagine | Raportați eroare |
| 128114.04.04                              | Situl arheologic de la Piatra-Olt-Vadu Codrii / ansamblu anonim (Categorie: locuire civilă) (Tip: așezare)            | oraș Piatra-Olt | Vadu Codrii         | sec. XIV - XVI                     |            |                                                         | Încărcați imagine | Raportați eroare |
| 128114.04.05                              | Situl arheologic de la Piatra-Olt-Vadu Codrii / ansamblu anonim (Categorie: locuire civilă) (Tip: necropola)          | oraș Piatra-Olt | Vadu Codrii         | sec. XVI                           |            |                                                         | Încărcați imagine | Raportați eroare |
| 128114.05.01 (Cod LMI: OT-I-s-A-08526)    | Așezarea romană civilă de la Piatra Olt-Arcidava / ansamblu Acidava (Categorie: locuire civilă) (Tip: așezare)        | oraș Piatra-Olt | Acidava             | sec. II - III                      |            | 44°22′41″N 24°15′53″E / 44.3780972222°N 24.2646472222°E | Încărcați imagine | Raportați eroare |
| 128114.06.01                              | Castrul roman de la Piatra Olt-Acidava / ansamblu anonim (Categorie: fortificație) (Tip: Castru)                      | oraș Piatra-Olt | Acidava             | sec. II - III                      |            |                                                         | Încărcați imagine | Raportați eroare |